# 다카다촌 (이시카와현)
다카다촌(高田村)은 이시카와현 노미군에 있던 촌이다. 현재의 고마쓰시 중심부의 북단, 호쿠리쿠 본선 메이호역의 주변에 해당한다.

## 역사
- 1889년 4월 1일 - 정촌제 시행에 의해 5촌의 구역을 가지고 다카다촌이 성립하였다.
- 1907년 8월 5일 - 다카타촌, 다가와촌, 지하리촌이 합병해 이타즈촌이 성립하였다.

## 참고문헌
- 角川日本地名大辞典 17 石川県